# マリオストライカーズ
マリオストライカーズ（MARIO STRIKERS）は、Next Level Games製作、任天堂発売のアクションスポーツゲーム。

## 概要
マリオファミリーが「ファイティングサッカー」というスポーツ競技において、チーム同士による激戦を繰り広げるサッカーゲームシリーズ。
ボールを蹴ってゴールに入れることで得点が加算されるという基本的な部分は普通のサッカーと共通であるが、タックルやスライディングのようなラフプレイが反則扱いされない、アイテムや必殺技を使った他選手への攻撃が可能、タッチラインが存在しないといった様々な相違点があり、その他にもいくつかのルールが異なっている。
本シリーズでは、他のマリオのスポーツゲームシリーズとは異なり、全員ユニフォームを着用してプレイに臨む。

## シリーズ一覧
| タイトル                          | 発売日        | ハード                      | 売上本数 | 売上本数 |
| --------------------------------- | ------------- | --------------------------- | -------- | -------- |
| スーパーマリオストライカーズ      | 2006年1月11日 | ニンテンドー ゲームキューブ | 19万本   | 160万本  |
| マリオストライカーズ チャージド   | 2007年9月20日 | Wii                         | 23万本   | 260万本  |
| マリオストライカーズ バトルリーグ | 2022年6月10日 | Nintendo Switch             | 17万本   | 254万本  |

## 登場キャラクター
下記の内からキャプテン1人・サイドキッカー3人・ゴールキーパー1人を編成し、合計5人で1チームを組む。

### キャプテン
チームを引率する役割を果たすプレイヤー。各キャラにはそれぞれ異なった種類の必殺技が備わっており、初代では「スーパーストライク」が、『チャージド』では「メガストライク」と「スーパーアビリティ」が使用出来る。
- マリオ
- ルイージ
- ピーチ
- デイジー
- ヨッシー
- ドンキーコング
- ワリオ
- ワルイージ
- クッパ（『チャージド』から登場）
- クッパJr.（『チャージド』から登場）
- ディディーコング（『チャージド』から登場）
- ボスパックン（『チャージド』から登場）
- ロゼッタ（『バトルリーグ』から登場）
- ポリーン（『バトルリーグ』から登場）

### サイドキッカー
キャプテン以外のフィールドプレイヤー。『チャージド』では、新たにキャラ一人一人が固有する必殺シュート「スーパーシュート」が使用可能になった。また、チーム編成の際にサイドキッカー3人をそれぞれ違うキャラに選択する事が可能になった。『バトルリーグ』ではサイドキッカーの概念がなくなった。
- キノピオ
- キャサリン
- ノコノコ
- ハンマーブロス
- チョロプー（『チャージド』から登場）
- テレサ（『チャージド』から登場）
- カロン（『チャージド』から登場）
- ヘイホー（『チャージド』から登場）

### ゴールキーパー
- クリッター（初代、チャージド）
- ブンブン（バトルリーグ）